# Monti Peloritani
Die Monti Peloritani sind ein Gebirge im Nordosten von Sizilien. Sie erstrecken sich entlang der Nordküste etwa zwischen Messina und Tindari. Die höchste Erhebung ist Montagna Grande mit einer Höhe von 1374 m. Besonders markant ist auch die Rocca di Novara mit einer Höhe von 1340 m.

## Geologie
Die Monti Peloritani bilden zusammen mit den Monti Nebrodi und den Monti Madonie eine Fortsetzung des Gebirgszugs des Apennin. Das lässt sich besonders an der Abfolge der geologischen Schichten feststellen, die etwas höhenversetzt denjenigen des Aspromonte, des letzten Ausläufers des Apennins in Kalabrien entsprechen. Während die Monti Nebrodi und die Monti Madonie aus Kalkstein bestehen, treten in den Monti Peloritani ältere Schichten aus Gneis, kristallinischen Schiefern und Granit zutage.

## Charakteristik
Charakteristisch für das zerklüftete Bergmassiv der Monti Peloritani sind breite Fiumare zwischen den Bergen, die durch das Geröll geformt wurden, das bei starkem Regen von den über die Ufer tretenden Bächen mitgespült wird. Durch Aufforstung der Monti Peloritani wird derzeit versucht, die dort auftretenden Erosionsschäden zu verringern.

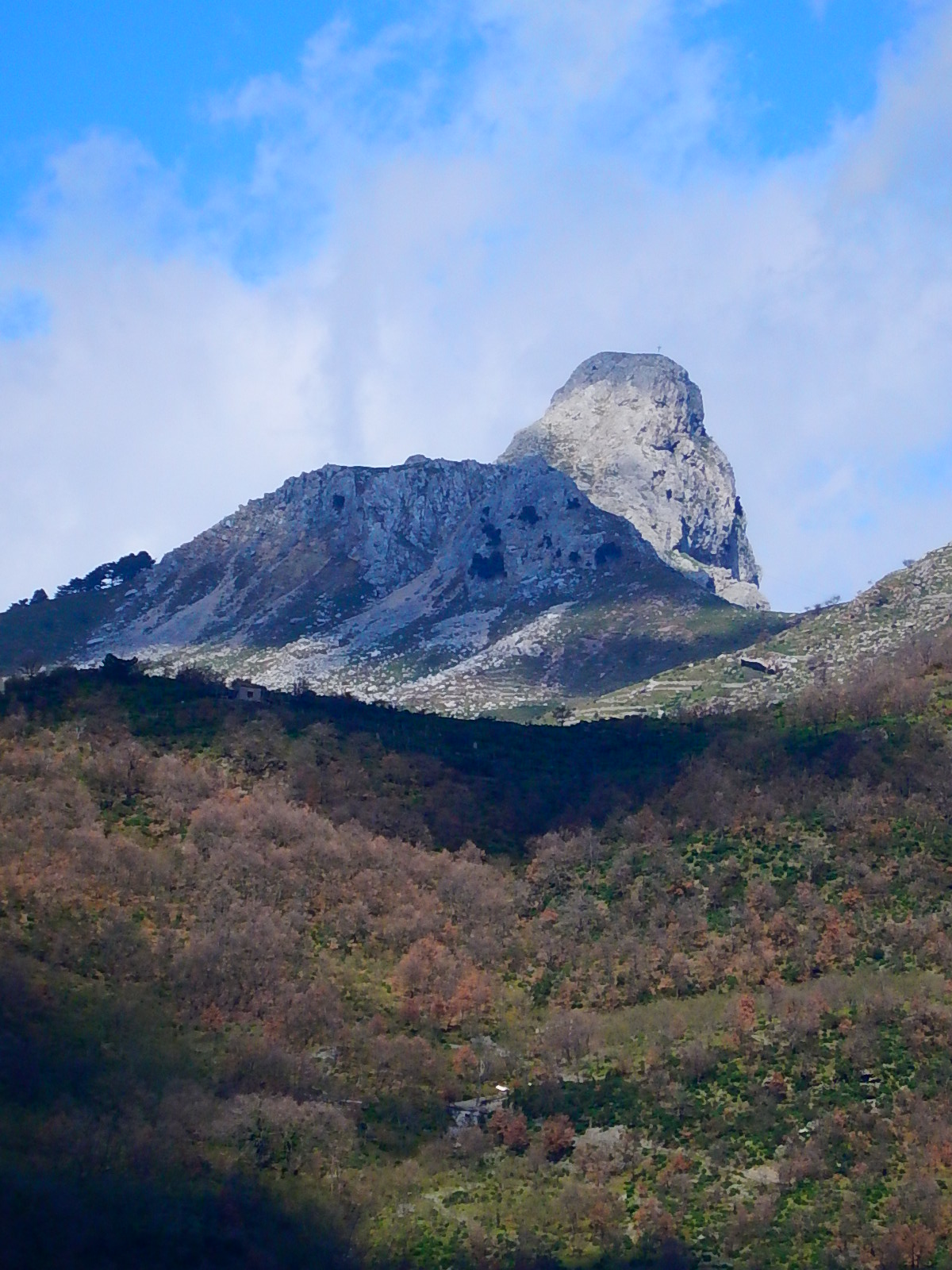
Rocca di Novara
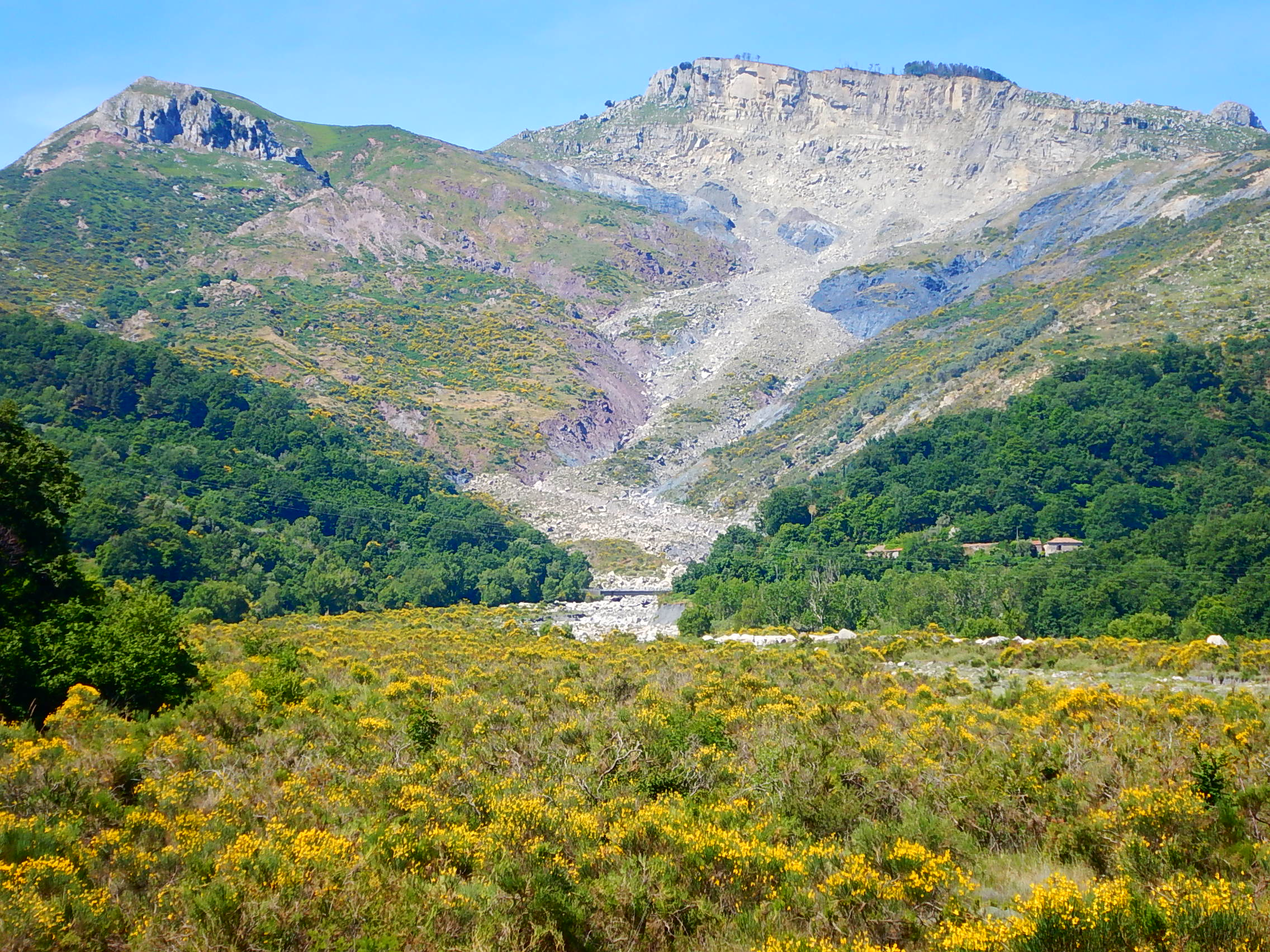
Ritagli di Lecca
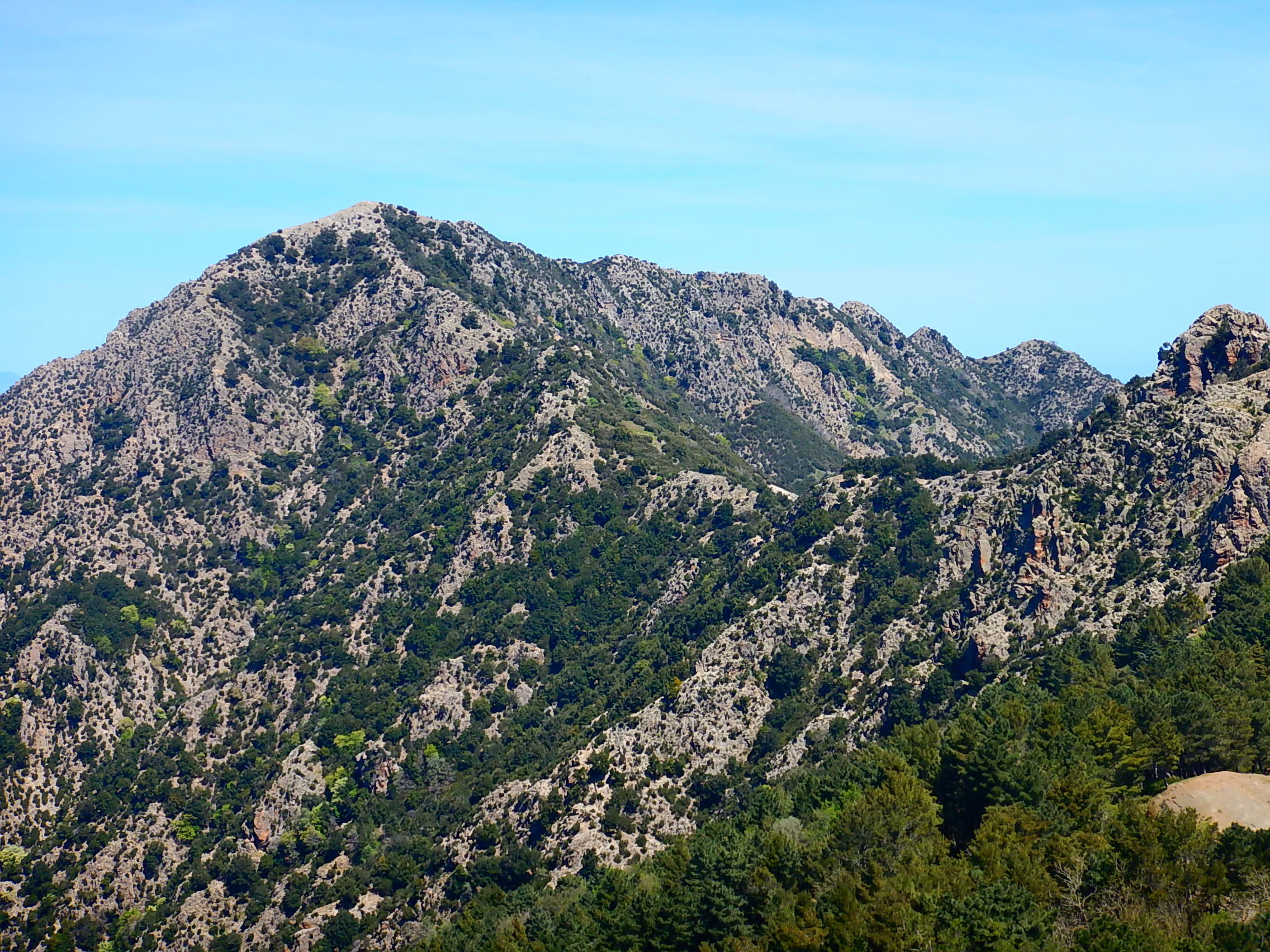
Pizzo Russa